# 金牛公园站
金牛公园站位于中华人民共和国四川省成都市金牛区营门口街道金牛大道、茶店子路与金府路交叉口地下，是成都地铁27号线的地铁车站，于2024年12月19日启用。

## 车站概要
金牛公园站位于成都市金牛区营门口街道金牛大道茶店子路金府路口，沿金府路东北—西南方向设置。因邻近金牛公园而得名。在原建设规划方案中，依据2016版线网规划，27号线未考虑与12号线的换乘，金牛公园站拟设于育苗路上。后来依据新版成都市线网规划修编，27号线需要与12号线换乘，因此金牛公园站调整至12号线预备走行的茶店子路口金牛公园附近，并预留与12号线通过换乘厅进行换乘的条件。该段线路调整后长度减少约0.06km。

## 车站结构
金牛公园站为地下二层单柱双跨14米岛式站台车站，全长381米，宽22.7米，总建筑面积16689平方米。车站采用明挖（局部盖挖）法施工。车站东南象限预留27号线与12号线联络线。

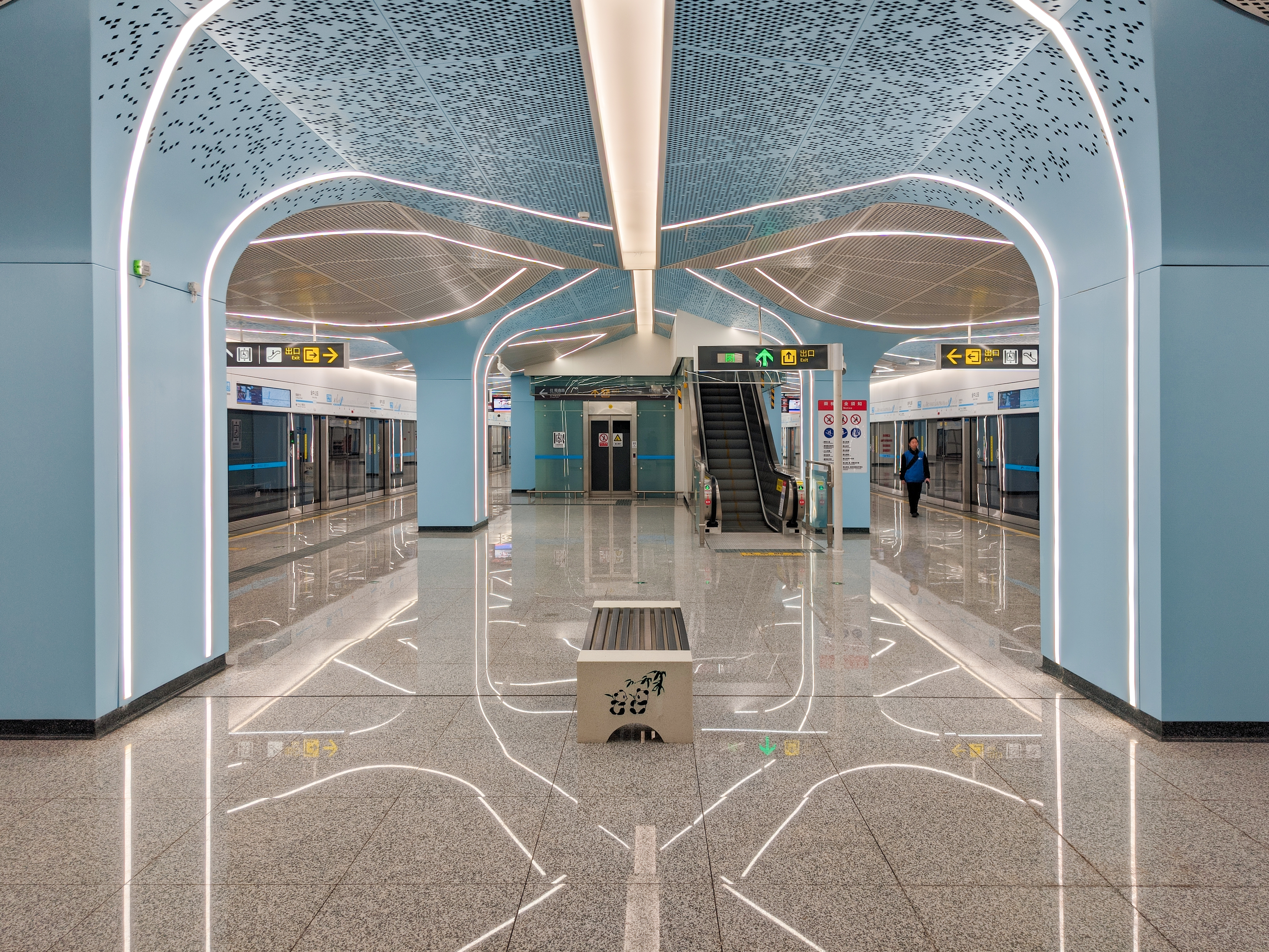
站台
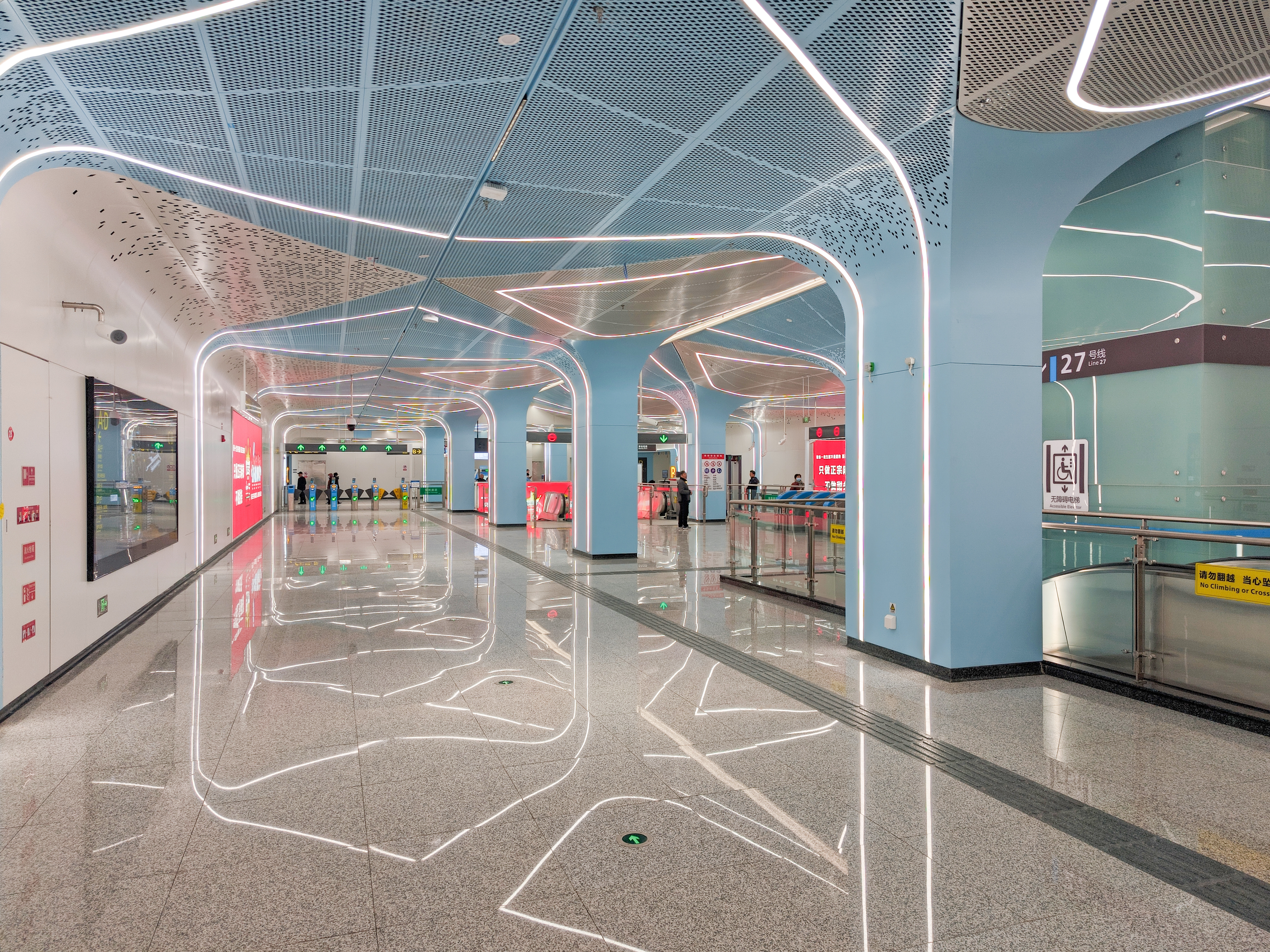
站厅

| 地面                             | 0    | 出口 |
| 地下一层                         | 站厅 | 自助购票 客服中心 |
| 地下二层                         | 站台 | \| \| \| 27号线往石佛（花照壁北） \| \| 島式 · 開左邊车门 · 无障碍卫生间 \| \| \| \| \| \| 27号线往蜀鑫路（羊犀立交） \| |
|                                  |      | 27号线往石佛（花照壁北）                                                                                                 |
| 島式 · 開左邊车门 · 无障碍卫生间 |      | |
|                                  |      | 27号线往蜀鑫路（羊犀立交）                                                                                               |

- 站台
- 站厅

## 出入口
金牛公园站共设置4个乘客出入口，分别设置于金府路和育仁北路道路两侧。
|          |                                |                            |      |
| 编号     | 设施                           | 指示                       | 照片 |
|          |                                | 金府路、金牛大道           |      |
| 出口 · B |                                | 育仁北路、金牛大道         |      |
| 出口 · C |                                | 育仁北路、茶店子西街       |      |
| 出口 · D | 无障碍电梯 无障碍卫生间 哺乳室 | 茶店子路、金府路、金牛公园 |      |

## 历史
- 2021年11月27日，金牛公园站开始主体结构施工。[6]
- 2022年8月12日，金牛公园站主体结构封顶。[7]